# Зорановићи
Зорановићи су насељено мјесто у општини Илиџа, Босна и Херцеговина.

## Становништво
|         | 2013.      | 1991.       | 1981.       | 1971.        |
| Укупно  | 4 (100,0%) | 9 (100,0%)  | 7 (100,0%)  | 44 (100,0%)  |
| Бошњаци | 2 (50,00%) | 7 (77,78%)1 | 3 (42,86%)1 | 27 (61,36%)1 |
| Срби    | 1 (25,00%) | 2 (22,22%)  | 4 (57,14%)  | 17 (38,64%)  |
| Хрвати  | 1 (25,00%) | –           | –           | –            |

1. 1 На пописима од 1971. до 1991. Бошњаци су пописивани углавном као Муслимани.